# Robert Beill
Robert Beill (ur. 2 stycznia 1902 w Bolechowie, zm. 16 sierpnia 1970 w Londynie) – pułkownik, pilot kompanii balonowej, pilot pułku lotniczego we Lwowie; dowódca dywizjonu 305 Polskich Sił Powietrznych w Wielkiej Brytanii, od 1942 dowódca baz lotniczych RAF; od 1968 Prezes Stowarzyszenia Lotników Polskich.

## Życiorys
Urodził się w rodzinie Mieczysława i Laury z Rotterów. W latach 1912–1916 uczęszczał do Wojskowej Wyższej Szkoły Realnej w Łobzowie. 14 grudnia 1918 wstąpił ochotniczo do Legii Oficerskiej w Przemyślu i od 20 grudnia służył w 1 Podolskim pułku piechoty. Uczestniczył w obronie Lwowa. W dniu 1 lutego 1919 powrócił do Szkoły Podchorążych w Krakowie. 5 maja 1919 zdał egzamin dojrzałości. Od 3 lipca do 1 listopada tego roku był uczniem 15. klasy Szkoły Podchorążych Piechoty w Warszawie. 1 stycznia 1920 został mianowany podporucznikiem w piechocie i przydzielony do Obozu Szkół Podoficerskich.
Od 26 maja 1920 służył w baonie zapasowym 40 pułku piechoty we Lwowie. W sierpniu został dowódcą kompanii i ponownie brał udział w obronie Lwowa. 3 maja 1922 roku został zweryfikowany w stopniu podporucznika ze starszeństwem z 1 czerwca 1919 roku i 566. lokatą w korpusie oficerów piechoty. Jego oddziałem macierzystym był nadal 40 pp. 12 lutego 1923 roku Prezydent RP Stanisław Wojciechowski awansował go z dniem 1 stycznia 1923 roku na porucznika ze starszeństwem z 1 czerwca 1921 roku i 107. lokatą w korpusie oficerów piechoty.
W 1922 ukończył Centralną Szkołę Aerostatyczną i został dowódcą kompanii balonowej w V baonie balonowym w Brześciu nad Bugiem. 1 marca 1924 został odkomenderowany do Szkoły Pilotów w Bydgoszczy, w charakterze ucznia pilota. Szkolenie ukończył 19 czerwca 1925.
Otrzymał skierowanie do 6 pułku lotniczego we Lwowie, na stanowisko oficera technicznego eskadry. W kwietniu 1926 został oddelegowany na kurs instruktorski pilotażu przy Oficerskiej Szkole Lotnictwa w Grudziądzu, która od 14 kwietnia 1927 została przeniesiona do Dęblina. Od lipca 1926 kolejno pełnił obowiązki: szefa pilotażu w eskadrze treningowej, oficera materiałowego i d-cy 4 eskadry ćwiczebnej. Od 1 grudnia 1928 do połowy roku 1929 dowodził 3 eskadrą ćwiczebną, następnie ukończył III kurs d-ców eskadr .
W 1930 powrócił do 6 pułku lotniczego, gdzie pełnił obowiązki na stanowisku oficera taktycznego. 12 marca 1933 został mianowany kapitanem ze starszeństwem z 1 stycznia 1933 i 14. lokatą w korpusie oficerów aeronautycznych. Od lutego 1935 do 3 listopada 1937 był dowódcą 64 eskadry liniowej. Od końca 1937 został dowódcą dywizjonu ćwiczebnego w Centrum Wyszkolenia Lotnictwa nr 1 w Dęblinie. Obowiązki te pełnił do wybuchu II wojny światowej. Na stopień majora został mianowany ze starszeństwem z 19 marca 1938 i 17. lokatą w korpusie oficerów lotnictwa, grupa liniowa.
Dnia 17 września 1939 przekroczył granicę z Rumunią w Zaleszczykach. Rumunię opuścił 5 listopada i na statku Patria 12 listopada 1939 przybył do Francji. Otrzymał nominację na d-cę I dywizjonu podoficerskiego w Centrum Wyszkolenia Lotnictwa Lyon-Bron. Od 4 marca 1940 na lotnisku Blida w Algierze dowodził Szkołą Strzelania i Bombardowania dla polskich lotników. W 1940 po upadku Francji został ewakuowany do Anglii.
Przybył do Centrum Wyszkolenia Lotnictwa w Blackpool, gdzie został zarejestrowany z numerem P-1018 w Polskich Siłach Powietrznych. W Jednostce Szkolenia Operacyjnego (OTU – Operational Training Unit) w Benson odbył przeszkolenie lotnicze i przygotowanie do lotów bojowych .
W 1941 rozpoczął służbę w 304 dywizjonie bombowym „Ziemi Śląskiej". Od 10 sierpnia 1941 do 20 kwietnia 1942 był d-cą 305 dywizjonu bombowego „Ziemi Wielkopolskiej", a następnie został szefem szkolenia w powietrzu w 18 OTU w RAF Bramcote . W latach 1942–1943 był komendantem bazy lotniczej RAF Hemswell. Od 27 sierpnia 1943 do 16 kwietnia 1944 był oficerem łącznikowym przy sztabie RAF Bomber Command.
W kwietniu 1944 został wysłany drogą lotniczą do Włoch w celu przekazania w imieniu gen. Mateusza Iżyckiego grupie cichociemnych w składzie: ppłk pil. Jan Biały, kpt. pil. Jerzy Iszkowski, kpt. pil. Bronisław Lewkowicz oraz por. technik Edmund Marynowski, bardzo wymowną, ale też lakoniczną instrukcję: Powiadomić dowódcę Armii Krajowej, że powstanie nie będzie wspierane lotnictwem... . Beill od stycznia 1945 do 1946 był komendantem bazy RAF Faldingworth. Po demobilizacji w 1946 został na emigracji w Wielkiej Brytanii. W okresie od 7 czerwca 1968 do 6 stycznia 1969 Prezesem Stowarzyszenia Lotników Polskich w Wielkiej Brytanii. 
Był żonaty z Zofią (1902–1991). Zmarł w Londynie 16 sierpnia 1970. Pochowany na South Ealing Cemetery w Londynie.

## Awanse
- major – od 10 sierpnia 1941
- podpułkownik – w 1943
- pułkownik – w 1944

## Ordery i odznaczenia
- Krzyż Srebrny Orderu Wojennego Virtuti Militari nr 09184[17]
- Krzyż Walecznych (czterokrotnie)[17]
- Srebrny Krzyż Zasługi (19 marca 1931)[18]
- Medal Lotniczy (czterokrotnie)[17]
- Medal Pamiątkowy za Wojnę 1918–1921[1]
- Medal Dziesięciolecia Odzyskanej Niepodległości[1]

- Komandor Orderu Imperium Brytyjskiego (CBE)[17]
- Krzyż Wybitnej Służby Lotniczej (DFC)[17]
- Gwiazda za Wojnę 1939–1945
- Gwiazda Lotniczych Załóg w Europie
- Medal Wojny 1939–1945